# Cascades Josephine
Les cascades Josephine són unes cascades esglaonades del rierol Josephine situades a la regió del Far North de Queensland, Austràlia.

## Localització i característiques

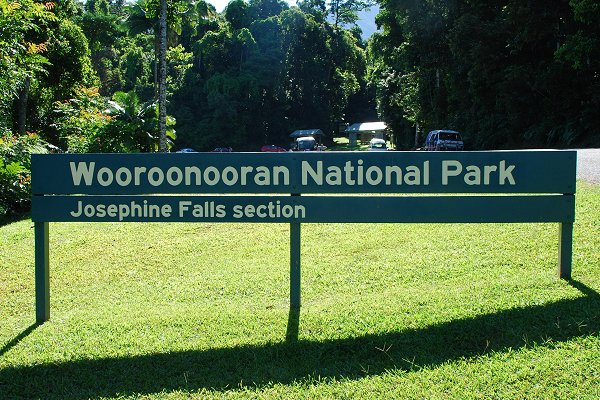
Cartell d'indicació de les cascades

Les cascades es troben al peu de la cara sud de Mount Bartle Frere al Parc nacional Wooroonooran.
L'aigua baixa des de l'altiplà Atherton, a una altitud de 192 m sobre el nivell del mar, des d'una serralada de 150 a 300 m prop d'un lloc recreatiu popular, on l'aigua flueix per una gran roca que forma un tobogan natural del rierol Josephine, un afluent del riu Russell.
L'accés a les cascades es fa a través d'una carretera sense sortida de la Bruce Highway que entre Babinda i Innisfail.
El descens pel tobogan natural pot ser perillós, i la inundació ocasional es produeix sense previ avís, amb un augment sobtat del volum d'aigua.